# Парнасизам
Парнасизам (од грч. „Парнас" - брдо у централној Грчкој, које је по грчкој митологији било седиште Аполона, заштитника уметности и муза, његових пратиља) је песничка школа настала у Француској у току друге половине 19. века, отприлике од 1865. до краја 19. века. Најзначајнији представници ове школе су Теофил Готје, Леконт де Лил, Жозе Марија де Хередија, Теодор де Банвил, Франсоа Копе и Сили Придом. Значајан тренутак за групу је објављивање прве заједничке антологије, „Савремени Парнас“ (Le Parnasse contemporain), чији је први број изашао 1866. У том броју изашле су и песме каснијих симболиста, Стефана Малармеа и Пола Верлена. Антологија је издата у још два броја, 1871. и 1876. године, након чега њихова заједничка активност слаби.

## Одлике
Школа представља реакцију против романтичарског сентиментализма и реалистичке утилитарности. Парнасовци су следили доктрину ларпурлартизма, коју су промовисали Шарл Бодлер и Теофил Готје. Израз ове поезије је деперсонализован и хладан, негује се култ форме (насупрот садржини), тежи се ка одвајању уметности од социјалних проблема и политике. Једини циљ уметности је неговање лепог. Теофил Готје у својој програмској песми „Уметност“ (1857) лепо у песми схвата као савршенство форме. Стога се као први циљ ставља усавршавање песничког заната по угледу на ликовне уметности, посебно вајарство. Парнасовци бирају тешке песничке жанрове као што је сонет, и негују савршенство стиха. Теме налазе у историји и митологији, при чему се одлучују за мање познате приче.

## Представници ван Француске
Парнасизам своје најзначајније представнике има у Француској, али је извршио утицај и ван ње. У Енглеској се као представници јављају Остин Добсон, Ендру Ланг и Едмунд Грос. У Бразилу јавља се Олаво Билак, у Пољској Антони Ланге, у Румунији Александру Македонски. Одлучујући утицај извршио је на латиноамерички књижевни покрет модернизмо, чији је главни представник био никарагвански песник Рубен Дарио. За српску књижевност утицај парнасизма је посебно значајан, јер је допринео подизању њеног техничког нивоа, помало занемареног у доба романтизма, који је већу пажњу поклањао инспирацији. Најближи овој школи био је Војислав Илић, иако нема назнака да је Илић познавао поезију француских парнасоваца. Утицај ове школе посебно је био јак на Јована Дучића, затим на Алексу Шантића, Милана Ракића и друге.